# Grand Rapids Drive 2017-2018
La stagione 2017-18 dei Grand Rapids Drive fu la 12ª nella NBA D-League per la franchigia.
I Grand Rapids Drive arrivarono secondi nella Central Division con un record di 29-21. Nei play-off persero al primo turno con i Raptors 905 (1-0).

## Roster
| N° | Naz.                       | Ruolo | Sportivo        | Anno | Alt. | Peso |
| -- | -------------------------- | ----- | --------------- | ---- | ---- | ---- |
| 2  | Stati Uniti (bandiera)     | G     | Kay Felder      | 1995 | 175  | 80   |
| 2  | Stati Uniti (bandiera)     | G     | Bruce Massey    | 1990 | 191  | 88   |
| 3  | Stati Uniti (bandiera)     | G     | Bronson Koenig  | 1994 | 191  | 88   |
| 3  | Stati Uniti (bandiera)     | A     | Zeke Upshaw     | 1991 | 198  | 102  |
| 4  | Stati Uniti (bandiera)     | G     | Speedy Smith    | 1993 | 191  | 82   |
| 5  | Stati Uniti (bandiera)     | A     | Brice Johnson   | 1994 | 208  | 104  |
| 5  | Stati Uniti (bandiera)     | G     | Luke Kennard    | 1996 | 196  | 91   |
| 6  | Stati Uniti (bandiera)     | GA    | Chris Anderson  | 1992 | 198  | 100  |
| 6  | Stati Uniti (bandiera)     | G     | Marcus Simmons  | 1988 | 198  | 100  |
| 7  | Brasile (bandiera)         | A     | Wesley da Silva | 1996 | 198  | 88   |
| 7  | Stati Uniti (bandiera)     | A     | Reggie Hearn    | 1991 | 196  | 95   |
| 8  | Stati Uniti (bandiera)     | A     | Henry Ellenson  | 1997 | 211  | 111  |
| 11 | Stati Uniti (bandiera)     | GA    | Malcolm Bernard | 1994 | 196  | 93   |
| 11 | Stati Uniti (bandiera)     | G     | K.J. McDaniels  | 1993 | 198  | 93   |
| 13 | Stati Uniti (bandiera)     |       | Marcus Thornton | 1987 | 193  | 93   |
| 20 | Stati Uniti (bandiera)     | G     | Dwight Buycks   | 1989 | 191  | 86   |
| 22 | Stati Uniti (bandiera)     | C     | Jon Horford     | 1991 | 208  | 111  |
| 24 | Nigeria (bandiera)         | C     | Nnanna Egwu     | 1992 | 211  | 113  |
| 25 | Stati Uniti (bandiera)     | C     | Zeke Marshall   | 1990 | 213  | 107  |
| 30 | Stati Uniti (bandiera)     | G     | Jamel Morris    | 1992 | 193  | 91   |
| 33 | Stati Uniti (bandiera)     | A     | Derek Willis    | 1995 | 206  | 95   |
| 35 | Camerun (bandiera)         | C     | Landry Nnoko    | 1994 | 208  | 116  |
| 44 | Rep. Dominicana (bandiera) | G     | Luis Montero    | 1993 | 201  | 91   |

## Staff tecnico
- Allenatore: Robert Werdann (6-9) (fino al 7 dicembre)[1], Ryan Krueger (23-12)
- Vice-allenatori: Ryan Krueger (fino al 7 dicembre), Dion Glover, George Lynch